# Lurøy
Lurøy là một đô thị ở hạt Nordland, Na Uy.

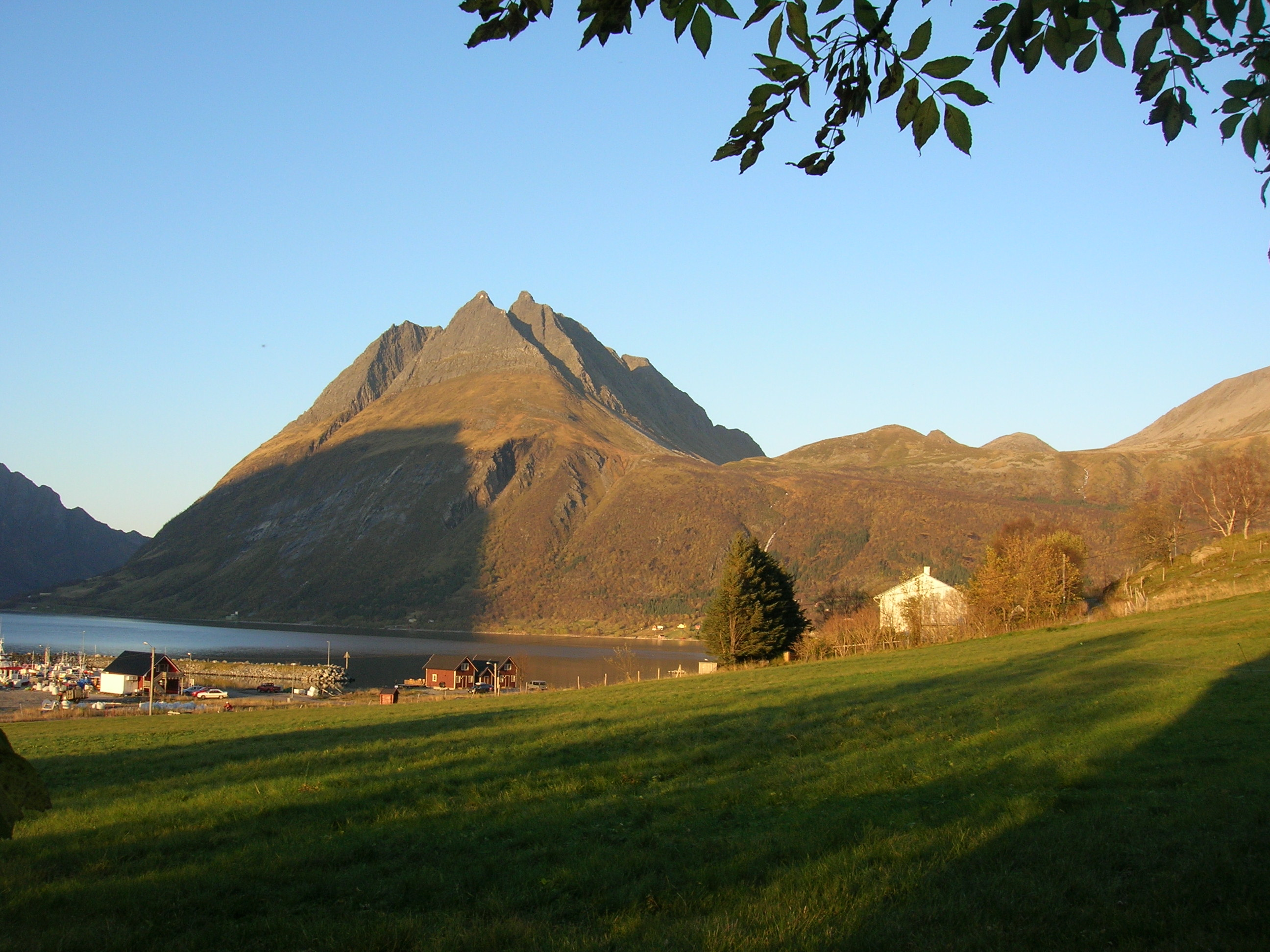
Aldersundet strait and Aldra island; ngày 8 tháng 10 năm 2005

Lurøy đã được lập thành đô thị ngày 1/1/1838 (xem formannskapsdistrikt). Træna đã được tách khỏi Lurøy năm 1872.
Đô thị này nằm ở bờ biển ngay phía nam vòng bắc cực, riwf tây của Saltfjellet. Lurøygården (nông trang Lurøy) hơn 200 năm tuổi với nhiều cây cổ thụ.
Tên đô thị này (ban đầu là một giáo khu) được đặt theo tên đảo Lurøya (tiếng Na Uy Cổ Lúðrøy) do nhà thờ đầu tiên đã được xây ở đó.

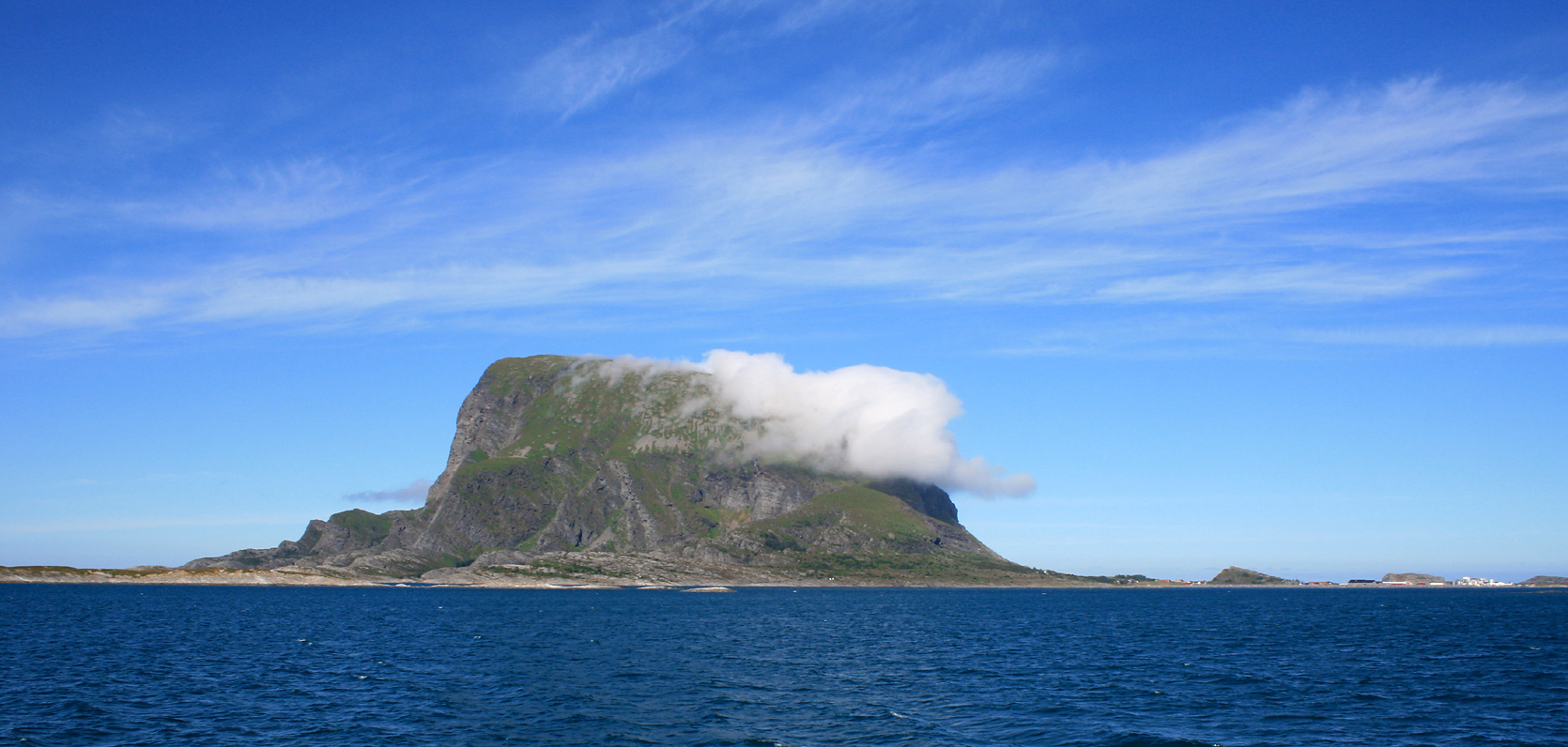
Đảo Lovund với quần thể chim hải âu rụt cổ ở Lurøy

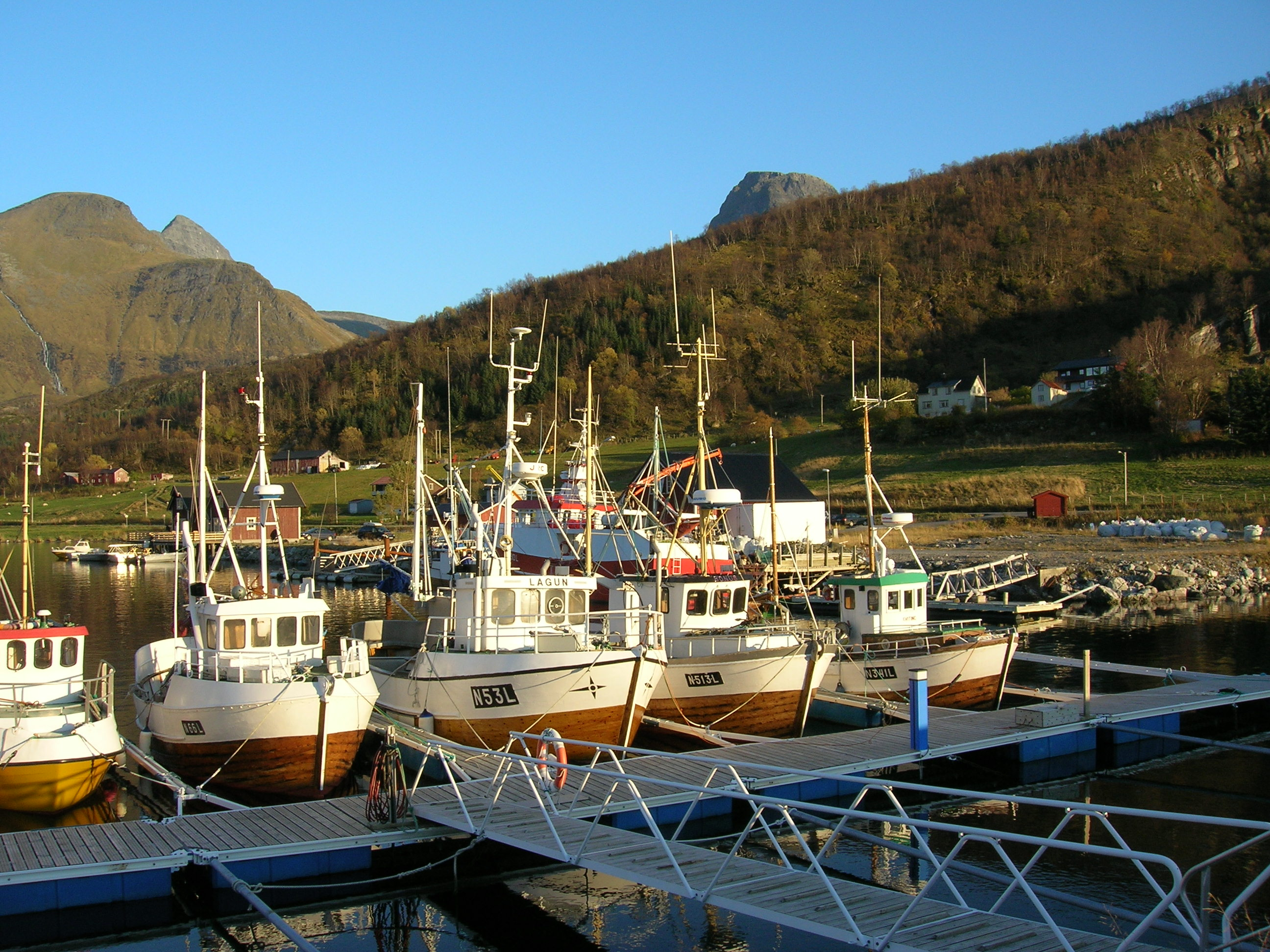
Aldersundet, tháng 10 năm 2005

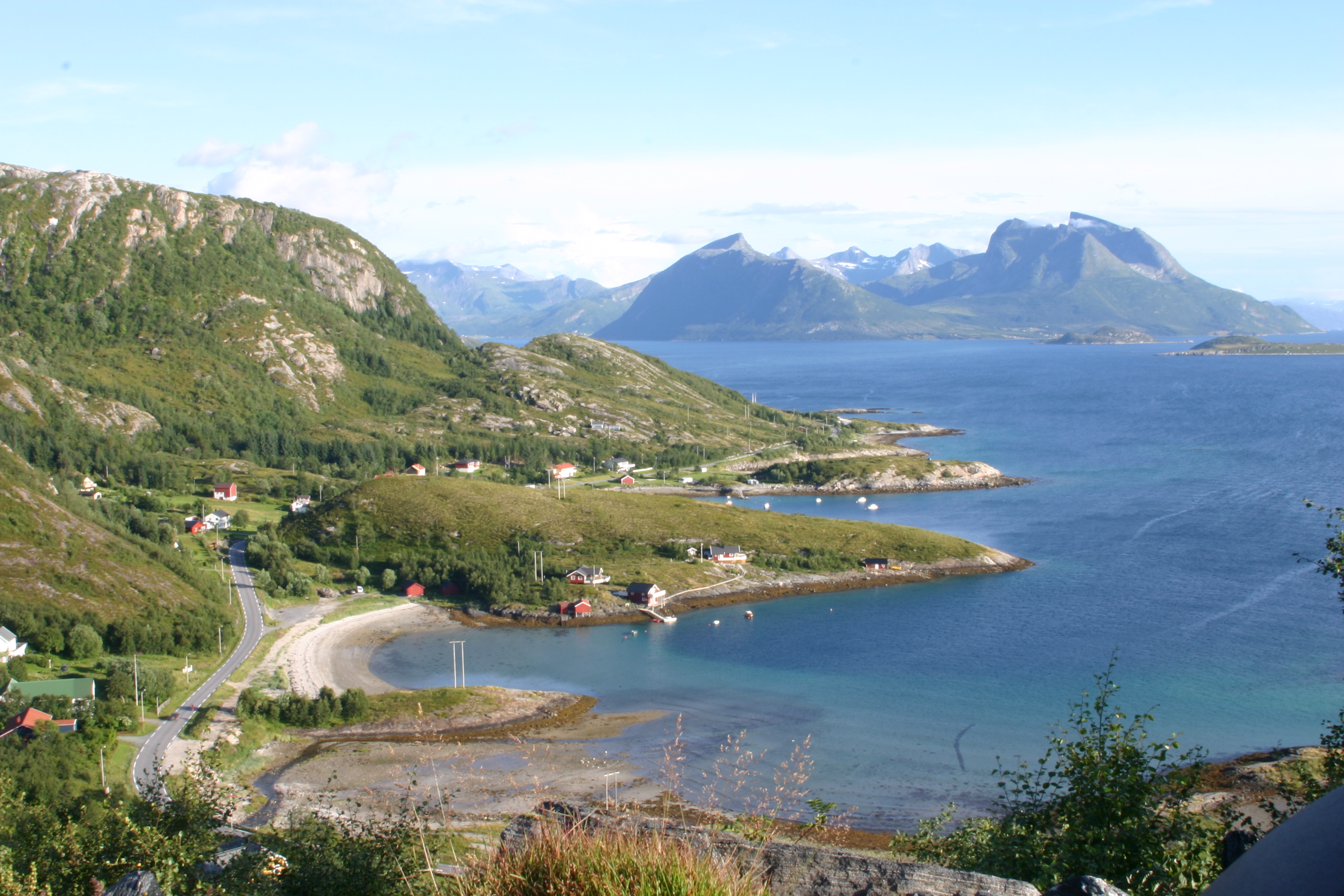
Tonnes, Lurøy